# Main Street Cinema

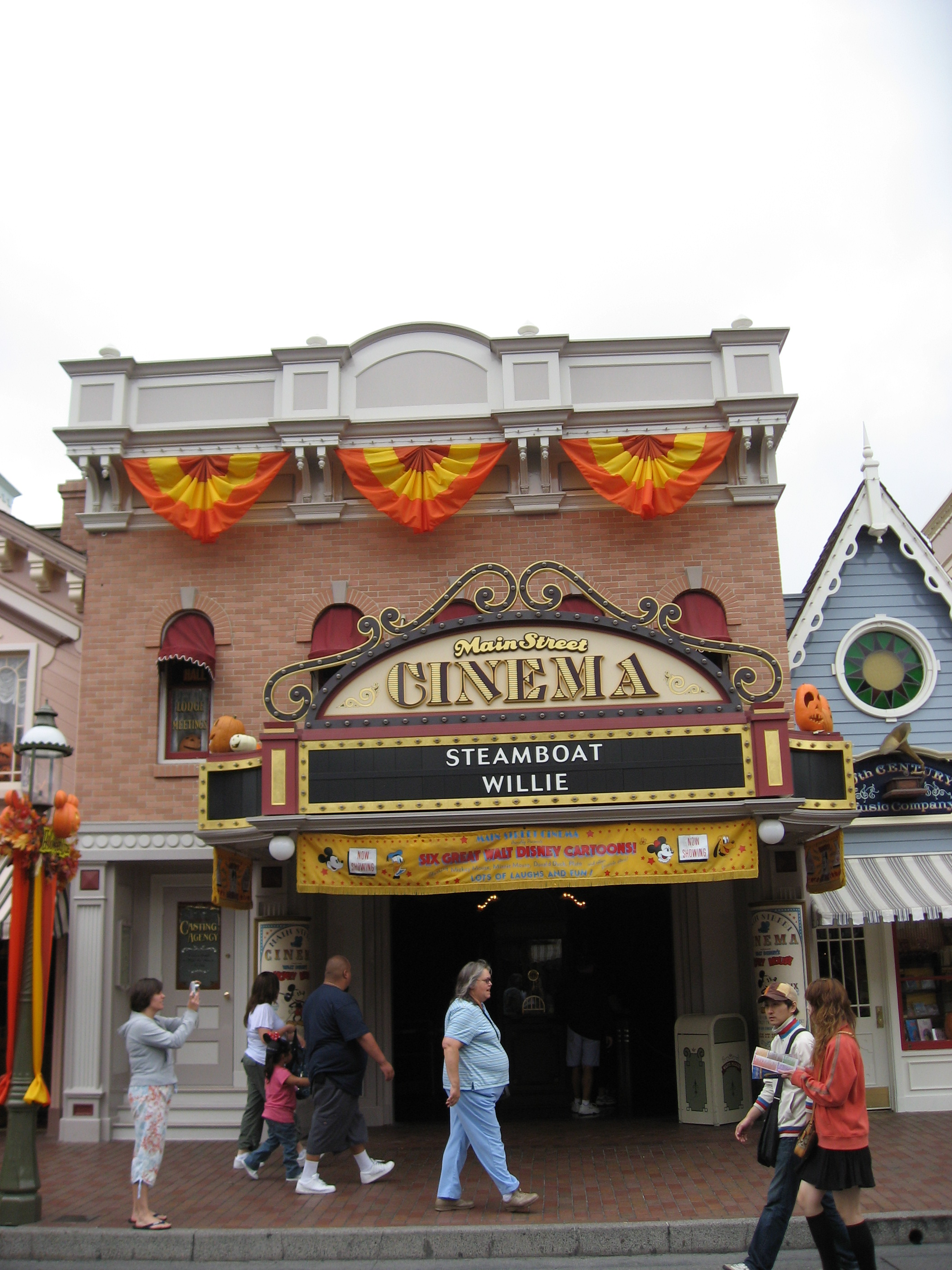
Main Street Cinema.

Main Street Cinema est une petite salle de cinéma située sur Main Street, USA dans les parcs d'attraction Disneyland et Tokyo Disneyland.
Elle a fermé au parc Magic Kingdom en 2005.

## Parcs

### Disneyland
Cette salle présente des courts métrages d'animation de Disney sur six écrans avec un accompagnement musical. La musique est celle d'un des films, les cinq autres étant sans son. La programmation change de manière irrégulière mais le troisième semble toujours être Steamboat Willie (1928), officiellement le premier Mickey Mouse.
- Ouverture : 17 juillet 1955 (avec le parc)[1]

### Magic Kingdom
Le cinéma du Magic Kingdom présentait la même programmation qu'à Disneyland mais a été fermé en 2005 afin de devenir le point central du jeu virtuel en ligne Virtual Magic Kingdom (VMK). Des objets liés au jeu étaient vendus dans cet espace, mais le joueur pouvait aussi interagir avec le jeu. Une partie de l'espace était utilisée comme boutique.
Le VMK Central a fermé le 30 septembre 2007.
- Ouverture : 1er octobre 1971 (avec le parc)[1]
- Fermeture : 2005

### Tokyo Disneyland
- Ouverture : 15 avril 1983 (avec le parc)[1]